# Apocephalus lyratus
Apocephalus lyratus är en tvåvingeart som beskrevs av Borgmeier 1971. Apocephalus lyratus ingår i släktet Apocephalus och familjen puckelflugor. Inga underarter finns listade i Catalogue of Life.